# Peethamparam Sivalingam
Peethamparam Sivalingam (* um 1930) ist ein sri-lankischer Badmintonspieler. 

## Karriere
Peethamparam Sivalingam wurde 1953 erstmals nationaler Meister in Sri Lanka, wobei er gleich in allen drei möglichen Disziplinen erfolgreich war. Vier weitere Titelgewinne folgten in den darauffolgenden Jahren bis 1957.

## Sportliche Erfolge
| Saison | Veranstaltung               | Disziplin    | Platz | Name                                      |
| ------ | --------------------------- | ------------ | ----- | ----------------------------------------- |
| 1953   | Sri-lankische Meisterschaft | Mixed        | 1     | Peethamparam Sivalingam / Rosemary Cooray |
| 1953   | Sri-lankische Meisterschaft | Herrendoppel | 1     | Peethamparam Sivalingam / R. P. Nadarajah |
| 1953   | Sri-lankische Meisterschaft | Herreneinzel | 1     | Peethamparam Sivalingam                   |
| 1954   | Sri-lankische Meisterschaft | Herrendoppel | 1     | Peethamparam Sivalingam / R. P. Nadarajah |
| 1955   | Sri-lankische Meisterschaft | Herrendoppel | 1     | Peethamparam Sivalingam / R. P. Nadarajah |
| 1956   | Sri-lankische Meisterschaft | Herrendoppel | 1     | Peethamparam Sivalingam / Raif Jansz      |
| 1957   | Sri-lankische Meisterschaft | Herrendoppel | 1     | Peethamparam Sivalingam / Raif Jansz      |

## Referenzen
- http://www.srilankabadminton.lk/pdf/past_winners.pdf

| Personendaten    | Personendaten                   |
| ---------------- | ------------------------------- |
| NAME             | Sivalingam, Peethamparam        |
| KURZBESCHREIBUNG | sri-lankischer Badmintonspieler |
| GEBURTSDATUM     | um 1930                         |